# Huilicheremaeus
Huilicheremaeus är ett släkte av kvalster. Huilicheremaeus ingår i familjen Licneremaeidae.
Kladogram enligt Catalogue of Life:
| Huilicheremaeus | \| \| Huilicheremaeus atypicus \| \| \| \| \| \| Huilicheremaeus michaii \| \| \| \| |
|                 | \| \| Huilicheremaeus atypicus \| \| \| \| \| \| Huilicheremaeus michaii \| \| \| \| |
|                 | Licneremaeus                                                                         |
|                 |                                                                                      |
|                 | Huilicheremaeus atypicus                                                             |
|                 |                                                                                      |
|                 | Huilicheremaeus michaii                                                              |
|                 |                                                                                      |

|  | Huilicheremaeus atypicus |
|  |                          |
|  | Huilicheremaeus michaii  |
|  |                          |